# KZ-Außenlager Harzungen
Koordinaten: 51° 33′ 23″ N, 10° 48′ 14″ O
Das Außenlager Harzungen in Harzungen war ein vom 1. April 1944 bis zum 4. April 1945 bestehendes Außenlager zunächst des Konzentrationslagers Buchenwald und ab Oktober 1944 des Konzentrationslagers Mittelbau für etwa 4.000 männliche KZ-Häftlinge (November 1944). Dieses zweitgrößte Außenlager des KZ Mittelbau wurde seitens der Lager-SS zunächst unter dem Tarnnamen „Hans“ geführt. Ab Herbst 1944 wurde es als Konzentrationslager Mittelbau III bezeichnet.

## Funktion des Lagers und Häftlinge

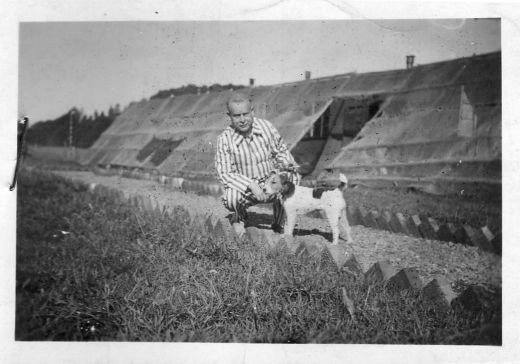
Ludwig Schiller, ehemaliger politischer Häftling (Häftlingsnr. 28936) der Konzentrationslager Buchenwald und Mittelbau-Dora, Funktionshäftling im Doraer Außenlager Harzungen, in KZ-Häftlingskleidung, vor mit Tarnnetzen bespannten Häftlingsbaracken in Harzungen nach der Befreiung

Die Häftlinge waren in einem Barackenlager untergebracht, das ursprünglich für die Unterbringung deutscher Facharbeiter des Mittelwerks geplant war. Die Häftlinge wurden bei Bauvorhaben der SS-Führungsstäbe eingesetzt, unter anderem im Himmelberg (Bauvorhaben B 3) im Stollenausbau. Durch dieses Vorhaben sollten unter anderem die Junkers Flugzeug- und Motorenwerke AG untertage-verlagert werden. Die Häftlinge wurden täglich in drei jeweils achtstündigen Schichten auf den Baustellen in Woffleben sowie Niedersachswerfen eingesetzt, zu denen sie täglich marschierten und ab Herbst 1944 mit einer Schmalspurbahn gebracht wurden. Die Häftlinge waren größtenteils russischer, polnischer und französischer Herkunft und zumeist aus politischen Gründen inhaftiert. Die im Vergleich zu dem Außenlagers Ellrich-Juliushütte besseren Lebens- und Arbeitsbedingungen verschlechtern sich, als im Februar 1945 aus dem Außenlager Boelcke-Kaserne 1.100 entkräftete Häftlinge nach Harzungen überstellt wurden. Während des Lagerbestehens verstarben mindestens 556 Häftlinge des Außenlagers.

## Lagerführung
Erster Lagerführer war von April bis September 1944 SS-Untersturmführer Karl Fritzsch und nach einer kommissarischen Leitung durch SS-Hauptscharführer Eduard Hinckelmann der SS-Hauptsturmführer Wilhelm Frohne von November 1944 bis April 1945. Spätestens ab Dezember 1944 war bis zur Evakuierung des Lagers war der SS-Oberscharführer Josef Fuchsloch dortiger Schutzhaftlagerführer. Fuchsloch wurde im Nordhausen-Hauptprozess angeklagt, jedoch freigesprochen. Lagerarzt war der Stabsarzt Herbert Reiher. Zur Bewachung des mit Wachtürmen und elektrisch geladenen Stacheldraht umzäunten Lagers waren Soldaten der Wehrmacht eingesetzt.

## Endphase des Lagers
Ab dem 21. März 1945 wurden 21 Häftlinge in ein Außenlager in Netzkater abgestellt, dem bisherigen Kommando Steinbruch Netzkater. Am 4. April 1945 wurde das mittlerweile überfüllte Außenlager geräumt. Von den 6.500 evakuierten Häftlingen wurden 4.500 mit der Bahn in das KZ Bergen-Belsen transportiert und 2.000 mussten einen Todesmarsch antreten. Wie viele Häftlinge dabei umkamen, ist nicht bekannt.

## Nachkriegszeit
Nach der Besetzung von Harzungen durch die US-Armee wurden 27 verstorbene Häftlinge auf dem Lagergelände vorgefunden und auf dem Gemeindefriedhof bestattet. Das Lager wurde danach für Displaced Persons genutzt und Ende 1945 abgebrochen. Auf dem Gemeindefriedhof erinnert ein 1956 errichteter und 1977 erneuerter Gedenkstein an die verstorbenen Häftlinge; auf dem ehemaligen Lagergelände stehen zwei privatwirtschaftlich genutzte Lagerbaracken.